# Pierriá Henry
Pour les articles homonymes, voir Henry.
Pierriá Henry, né le 20 janvier 1993 à South Charleston, en Virginie-Occidentale, est un joueur américano-sénégalais de basket-ball. Il évolue aux postes de meneur et d'arrière.

## Biographie

### Carrière universitaire
En 2011, il entre à l'université de Caroline du Nord à Charlotte en provenance du lycée de South Charleston. Entre 2011 et 2015, il joue pour les 49ers de Charlotte.

### Carrière professionnelle

#### Vita Tbilisi / Ulm (2015–2016)
Le 25 juin 2015, il n'est pas sélectionné lors de la draft 2015 de la NBA. En juillet 2015, il participe à la NBA Summer League 2015 de Las Vegas avec les Rockets de Houston. Le 4 septembre 2015, il signe son premier contrat professionnel en Géorgie au Vita Tbilisi (en). Cependant, le 14 décembre 2015, il quitte le club géorgien en proie à des problèmes financiers et part en Allemagne où il signe au Ratiopharm Ulm pour le reste de la saison 2015-2016. Henry aide Ulm à accéder aux finales de BBL 2016 où il perd contre le Brose Bamberg.

#### Hapoel Eilat (2016–2017)
Le 3 août 2016, il signe en Israël, au Hapoël Eilat pour la saison 2016-2017. Le 4 juin 2017, il bat son record de points en carrière avec 34 points (à 4 sur 5 aux tirs à trois points), 5 passes décisives, 5 interceptions et 3 rebonds dans la victoire 94 à 91 contre le Maccabi Rishon LeZion en playoffs. Henry finit la saison en étant le deuxième meilleur passeur du championnat avec 6,1 passes par match, il aide Eilat à accéder aux playoffs israéliennes 2017 dans lesquelles ils sont éliminés par le Maccabi Rishon LeZion.

#### Tofaş (2017–2018)
Le 21 juin 2017, il part en Turquie où il signe au Tofaş Spor Kulübü. Le 15 novembre 2017, Henry bat son record de la saison avec 26 points (à 5 sur 8 aux tirs à trois points), auxquels il ajoute 7 passes décisives et 5 interceptions dans la victoire 100 à 84 contre son ancienne équipe du ratiopharm Ulm.
Henry aide Tofaş à accéder aux finales 2018 du championnat turc qu'ils perdent contre Fenerbahçe SK. En 53 matches durant la saison 2017-2018 (incluant les matches d'EuroCoupe et tous les matches du championnat turc), il a des moyennes de 10,4 points 4,1 rebonds, 5,6 passes décisives et 1,7 interception par match, tirant à 40,4 % aux tirs à trois points.

#### UNICS Kazan (2018–2019)
Le 29 juin 2018, il rejoint les Celtics de Boston pour participer à la NBA Summer League 2018 durant laquelle il a des moyennes de 10 points, 4,8 rebonds, 4,5 passes décisives et 2,1 interceptions en six matches.
Le 16 juillet 2018, il part en Russie où il signe un contrat d'un an avec l'UNICS Kazan. Le 14 décembre 2018, Henry est nommé MVP de la saison régulière d'EuroCoupe avec un PIR moyen de 19,4, qui était la meilleure moyenne de tous les joueurs accédant au Top 16. Le 2 mars 2019, Henry égale son record de points en carrière avec 34 unités (en tirant à 14 sur 18), auxquels il ajoute sept passes décisives et quatre interceptions lors de la défaite 98 à 95 à Astana.
Henry aide Kazan à accéder aux demi-finales d'EuroCoupe 2019 où ils s'inclinent contre Valencia. Le 4 avril 2019, il est nommé dans le second meilleur cinq majeur de l'année en Eurocoupe.
Le 21 juin 2019, il quitte le club russe.

#### Saski Baskonia (2019-2021)
En juillet 2019, Henry s'engage avec le Saski Baskonia pour une saison. Les deux parties signent un nouveau contrat pour la saison 2020-2021 en juillet 2020.

#### Fenerbahçe (2021-2022)
En juin 2021, Henry rejoint le Fenerbahçe Istanbul pour une saison, avec une saison additionnelle en option.

#### Saski Baskonia (2022-2023)
En octobre 2022, Henry retourne au Saski Baskonia pour le reste de la saison 2022-2023.

### Carrière en équipe nationale
Pierriá Henry a obtenu la nationalité sportive sénégalaise en juin 2021 et défend désormais les couleurs de l'équipe du Sénégal de basket-ball. Il a participé à l'Afrobasket 2021 organisé au Rwanda avec la sélection sénégalaise et est médaillé de bronze de la compétition.

## Palmarès

### En sélection
- Médaillé de bronze du Championnat d'Afrique masculin de basket-ball 2021

### Distinctions personnelles
- Champion de Turquie en 2022
- Champion d'Espagne : 2020
- Deuxième équipe de l'EuroCoupe (2019)
- MVP de la saison régulière de l'EuroCoupe (2019)
- 2× Third-team All-C-USA (2014, 2015)
- 2× C-USA All-Defensive Team (2014, 2015)
- Atlantic 10 All-Defensive Team (2013)
- Atlantic 10 All-Rookie Team (2012)

## Statistiques

### Universitaires
| Saison    | Équipe    | Matchs | Titul. | Min./m | % Tir | % 3pts | % LF | Rbds/m. | Pass/m. | Int/m. | Ctr/m. | Pts/m. |
| --------- | --------- | ------ | ------ | ------ | ----- | ------ | ---- | ------- | ------- | ------ | ------ | ------ |
| 2013-2014 | Charlotte | 28     | 26     | 30,2   | 41,2  | 32,6   | 54,8 | 3,64    | 3,39    | 2,57   | 0,39   | 7,18   |
| 2014-2015 | Charlotte | 33     | 33     | 32,9   | 43,3  | 19,6   | 70,6 | 5,45    | 3,70    | 2,55   | 0,61   | 10,30  |
| 2015-2016 | Charlotte | 30     | 28     | 33,8   | 40,9  | 31,6   | 70,5 | 5,10    | 5,83    | 2,13   | 0,73   | 12,33  |
| 2016-2017 | Charlotte | 32     | 30     | 31,3   | 40,2  | 27,6   | 79,3 | 5,19    | 5,41    | 2,38   | 0,69   | 10,22  |
| Total     | Total     | 123    | 117    | 32,1   | 41,4  | 28,2   | 69,6 | 4,89    | 4,59    | 2,41   | 0,61   | 10,07  |

### Professionnelles
| Saison    | Équipe            | Matchs | Titul. | Min./m | % Tir | % 3pts | % LF | Rbds/m. | Pass/m. | Int/m. | Ctr/m. | Pts/m. |
| --------- | ----------------- | ------ | ------ | ------ | ----- | ------ | ---- | ------- | ------- | ------ | ------ | ------ |
| 2015-2016 | Vita Tbilisi (en) | 11     | 7      | 31,5   | 44,4  | 33,3   | 68,1 | 6,64    | 6,18    | 2,82   | 0,27   | 13,82  |
| 2015-2016 | Ratiopharm Ulm    | 32     | 7      | 23,2   | 40,7  | 30,6   | 73,5 | 3,69    | 2,78    | 1,56   | 0,41   | 6,28   |
| 2016-2017 | Hapoël Eilat      | 38     | 38     | 29,9   | 41,6  | 38,6   | 64,4 | 5,29    | 5,97    | 1,79   | 0,32   | 11,26  |
| 2017-2018 | Tofaş             | 40     | 33     | 29,9   | 48,2  | 42,0   | 73,7 | 4,38    | 6,10    | 1,68   | 0,12   | 10,47  |
| 2018-2019 | UNICS Kazan       | 19     | 17     | 24,2   | 45,5  | 33,3   | 75,6 | 3,68    | 4,16    | 1,95   | 0,05   | 11,05  |